# Religioni in Siria
La religione più diffusa in Siria è l'islam, ma sulla consistenza dei gruppi religiosi vi sono stime differenti in quanto, dopo gli anni sessanta, i censimenti non rilevano più l'appartenenza religiosa della popolazione. Secondo statistiche del 2010, i musulmani rappresentano il 90,2% della popolazione e sono in maggioranza sunniti; il 7,5% circa della popolazione segue il cristianesimo, lo 0,8% circa della popolazione segue altre religioni e l'1,5% circa della popolazione non segue alcuna religione. Altre statistiche non comprendono i drusi tra i musulmani ma li considerano come una religione a parte, dando quindi i musulmani all'87% della popolazione, i drusi al 3% della popolazione, i cristiani al 9% circa della popolazione e coloro che seguono altre religioni all'1% circa della popolazione. Secondo una stima del 2015 dell'Association of Religion Data Archives (ARDA), il 93% della popolazione segue l'islam, il 5% circa della popolazione segue il cristianesimo, l'1,9% circa della popolazione non segue alcuna religione e lo 0,1% circa della popolazione segue altre religioni. Secondo stime della CIA del 2017, i musulmani in Siria sono l'87% della popolazione e i cristiani il 10% della popolazione, mentre il restante 3% della popolazione comprende drusi, ebrei, atei e altri gruppi religiosi minori.

## Religioni presenti

### Islam
I musulmani siriani sono in maggioranza sunniti (circa il 74%), con una minoranza di sciiti (circa il 13%). Il maggior gruppo sciita è costituito dagli alauiti (l'11,5%); seguono gli ismailiti (l'1%) e i duodecimani (lo 0,5%).

#### Dottrina drusa
La fede drusa deriva dall'ismailismo: crede nel monoteismo, ma non segue i cinque pilastri dell'islam. I drusi vivono nella parte meridionale della Siria.

### Altre religioni
In Siria sono inoltre presenti piccoli gruppi di seguaci del mandeismo, dello yazidismo e dell'induismo.